# 保久城
保久城（ほっきゅうじょう）は、愛知県岡崎市保久町にあった中世の日本の城（山城）。

## 概要
『額田町史』
によると建造されたのは1230年ごろとされており、額田地区内でもっと古いとされる城である。初代城主は山下義道と記されている。山下氏は平家出身で、三河守護足利氏の被官となり、室町幕府が誕生すると奉公衆に取り立てられたが、室町時代後期の1461年に円川合戦で、松平宗家第3代松平信光により第9代山下庄左衛門庄重久が滅ぼされ、以後廃城となった。